# Deutscher Sportclub Arminia Bielefeld 2006-2007
Questa voce raccoglie le informazioni riguardanti il Deutscher Sportclub Arminia Bielefeld nelle competizioni ufficiali della stagione 2006-2007.

## Stagione
Nella stagione 2006-2007 l'Arminia Bielefeld, allenato da Thomas von Heesen, Frank Geideck ed Ernst Middendorp, concluse il campionato di Bundesliga al 12º posto. In Coppa di Germania l'Arminia Bielefeld fu eliminato al primo turno dal Pfullendorf.

## Rosa
| N. |                      | Ruolo | Calciatore         |
| -- | -------------------- | ----- | ------------------ |
| 1  | Germania (bandiera)  | P     | Mathias Hain       |
| 2  | Germania (bandiera)  | D     | Markus Schuler     |
| 3  | Brasile (bandiera)   | D     | Márcio Borges      |
| 4  | Rep. Ceca (bandiera) | D     | Petr Gabriel       |
| 5  | Germania (bandiera)  | C     | Rüdiger Kauf       |
| 6  | Germania (bandiera)  | D     | Markus Bollmann    |
| 7  | Germania (bandiera)  | C     | Thorben Marx       |
| 8  | Germania (bandiera)  | C     | Tobias Rau         |
| 9  | Germania (bandiera)  | A     | Christian Eigler   |
| 10 | Albania (bandiera)   | C     | Fatmir Vata        |
| 11 | Rep. Ceca (bandiera) | C     | David Kobylík      |
| 13 | Germania (bandiera)  | C     | Tim Danneberg      |
| 14 | Danimarca (bandiera) | C     | Jonas Kamper       |
| 15 | Marocco (bandiera)   | A     | Abdelaziz Ahanfouf |
| 16 | Germania (bandiera)  | D     | Heiko Westermann   |

| N. |                      | Ruolo | Calciatore         |
| -- | -------------------- | ----- | ------------------ |
| 17 | Turchia (bandiera)   | C     | Umut Koçin         |
| 18 | Polonia (bandiera)   | A     | Artur Wichniarek   |
| 19 | Germania (bandiera)  | D     | Bernd Korzynietz   |
| 20 | Germania (bandiera)  | C     | Jörg Böhme         |
| 21 | Germania (bandiera)  | C     | Ioannis Masmanidis |
| 22 | Sudafrica (bandiera) | A     | Sibusiso Zuma      |
| 23 | Germania (bandiera)  | P     | Marc Ziegler       |
| 24 | Camerun (bandiera)   | C     | Marcel Ndjeng      |
| 25 | Rep. Ceca (bandiera) | C     | Kamil Vacek        |
| 28 | Germania (bandiera)  | P     | Pascal Formann     |
| 30 | Germania (bandiera)  | D     | Nils Fischer       |
| 31 | Rep. Ceca (bandiera) | D     | Radim Kučera       |
| 32 | Germania (bandiera)  | C     | Robert Tesche      |
| 34 | Germania (bandiera)  | D     | Maik Rodenberg     |

## Organigramma societario
Area tecnica
- Allenatore: Thomas von Heesen (1ª-21ª), Frank Geideck (22ª-25ª) ed Ernst Middendorp (26ª-34ª)
- Allenatore in seconda: Frank Geideck, Jörg Weber
- Preparatore dei portieri: Thomas Schlieck
- Preparatori atletici:

## Calciomercato

### Sessione estiva
| Acquisti | Acquisti           | Acquisti            | Acquisti |
| R.       | Nome               | da                  | Modalità |
| -------- | ------------------ | ------------------- | -------- |
| A        | Abdelaziz Ahanfouf | Duisburg            |          |
| C        | Jörg Böhme         | Borussia M'gladbach |          |
| D        | Markus Bollmann    | Paderborn           |          |
| A        | Christian Eigler   | Greuther Fürth      |          |
| C        | Jonas Kamper       | Brøndby             |          |
| C        | Thorben Marx       | Hertha Berlino      |          |
| C        | Marcel Ndjeng      | Paderborn           |          |
| P        | Marc Ziegler       | Saarbrücken         |          |

| Cessioni | Cessioni             | Cessioni              | Cessioni |
| R.       | Nome                 | da                    | Modalità |
| -------- | -------------------- | --------------------- | -------- |
| A        | Isaac Boakye         | Wolfsburg             |          |
| C        | Diego León           | Grasshoppers          |          |
| A        | Radomir Đalović      | K. Erciyesspor        |          |
| P        | Dennis Eilhoff       | Coblenza              |          |
| C        | Michael Fink         | Eintracht Francoforte |          |
| A        | Marco Küntzel        | Energie Cottbus       |          |
| C        | Julian Loose         | Schalke 04 II         |          |
| C        | Massimilian Porcello | Karlsruhe             |          |
| C        | Roberto Pinto        | Grasshoppers          |          |
| C        | Christian Wieczorek  | Vaduz                 |          |
| D        | Oliver Zech          | Arminia Bielefeld II  |          |

### Sessione invernale
| Acquisti | Acquisti | Acquisti | Acquisti |
| R.       | Nome     | da       | Modalità |
| -------- | -------- | -------- | -------- |

| Cessioni | Cessioni | Cessioni | Cessioni |
| R.       | Nome     | da       | Modalità |
| -------- | -------- | -------- | -------- |

## Risultati

### Bundesliga

#### Girone di andata
| Arbitro: | Fleischer |

|            |           |            |
| Sanogo 67’ | Marcatori | 32’ Eigler |

| Arbitro: | Gräfe |

|                               |           |                          |
| Ahanfouf 65’ (rig.) Böhme 76’ | Marcatori | 39’ Meira 73’, 82’ Cacau |

| Arbitro: | Stark |

|          |           |  |
| Kahê 59’ | Marcatori |  |

| Arbitro: | Meyer |

|                           |           |               |
| Wichniarek 25’ Kamper 84’ | Marcatori | 6’ van Bommel |

| Arbitro: | Perl |

|                         |           |             |
| Júnior 58’ Iličević 73’ | Marcatori | 11’ Gabriel |

| Arbitro: | Drees |

|                                        |           |              |
| Zuma 48’ Wichniarek 62’ Masmanidis 74’ | Marcatori | 22’ Munteanu |

| Arbitro: | Merk |

|           |           |                  |
| Polák 39’ | Marcatori | 26’ (rig.) Böhme |

| Arbitro: | Stark |

|                |           |  |
| Westermann 73’ | Marcatori |  |

| Arbitro: | Rafati |

|                                                      |           |                 |
| Kamper 11’, 68’ Kučera 19’ Wichniarek 50’ Eigler 85’ | Marcatori | 47’ Plaßhenrich |

| Arbitro: | Perl |

|                 |           |                |
| Frei 90’ (rig.) | Marcatori | 68’ Wichniarek |

| Arbitro: | Kempter |

|                     |           |                          |
| Zuma 28’ Kučera 76’ | Marcatori | 45’ Gilberto 59’ Giménez |

| Arbitro: | Weiner |

|  |           |                                    |
|  | Marcatori | 26’ Wichniarek 63’ Zuma 84’ Ndjeng |

| Bielefeld 19 novembre 2006, ore 17:00 CET 13ª giornata | Arminia Bielefeld | 0 – 0 referto | Wolfsburg | SchücoArena (22 651 spett.)\| Arbitro: \| Brych \| |
| Arbitro:                                               | Brych             |               |           |                                                    |

| Arbitro: | Drees |

|                         |           |  |
| Klose 29’, 45’ Hunt 75’ | Marcatori |  |

| Bielefeld 2 dicembre 2006, ore 15:30 CET 15ª giornata | Arminia Bielefeld | 0 – 0 referto | Bayer Leverkusen | SchücoArena (20 459 spett.)\| Arbitro: \| Kircher \| |
| Arbitro:                                              | Kircher           |               |                  |                                                      |

| Arbitro: | Sippel |

|             |           |            |
| Brdarić 69’ | Marcatori | 67’ Ndjeng |

| Arbitro: | Wagner |

|  |           |                |
|  | Marcatori | 82’ Bajramović |

#### Girone di ritorno
| Arbitro: | Weiner |

|            |           |             |
| Borges 89’ | Marcatori | 10’ Ljuboja |

| Arbitro: | Gagelmann |

|                         |           |                                |
| Gómez 9’, 59’ Cacau 52’ | Marcatori | 26’ Eigler 86’ (rig.) Ahanfouf |

| Arbitro: | Meyer |

|  |           |                      |
|  | Marcatori | 28’ Insúa 89’ Jansen |

| Arbitro: | Rafati |

|           |           |  |
| Makaay 8’ | Marcatori |  |

| Arbitro: | Brych |

|                |           |                              |
| Wichniarek 26’ | Marcatori | 2’, 10’ Gkekas 51’ Dabrowski |

| Arbitro: | Merk |

|                       |           |             |
| Kukiełka 62’ Radu 66’ | Marcatori | 15’ Gabriel |

| Arbitro: | Seemann |

|                                            |           |                            |
| Kučera 44’ Wichniarek 50’ (rig.) Böhme 86’ | Marcatori | 16’ Banović 83’ Engelhardt |

| Arbitro: | Fleischer |

|                      |           |  |
| Andreasen 51’ (rig.) | Marcatori |  |

| Arbitro: | Fandel |

|                                       |           |  |
| Schlaudraff 70’ Reghecampf 76’ (rig.) | Marcatori |  |

| Arbitro: | Gagelmann |

|            |           |  |
| Kamper 79’ | Marcatori |  |

| Arbitro: | Brych |

|           |           |            |
| Ebert 71’ | Marcatori | 19’ Kučera |

| Arbitro: | Fleischer |

|                       |           |                                                   |
| Kučera 28’ Eigler 81’ | Marcatori | 10’, 47’ (rig.) Amanatidīs 33’ Vasoski 90’ Heller |

| Arbitro: | Kircher |

|                        |           |                                         |
| Paraíba 16’ Boakye 53’ | Marcatori | 8’ Westermann 72’ Eigler 86’ Wichniarek |

| Arbitro: | Weiner |

|                                      |           |                       |
| Westermann 30’ Kamper 61’ Eigler 79’ | Marcatori | 59’ Klose 74’ Almeida |

| Arbitro: | Sippel |

|              |           |                           |
| Barbarez 30’ | Marcatori | 19’ Wichniarek 83’ Kamper |

| Arbitro: | Kempter |

|                                   |           |               |
| Wichniarek 22’ Böhme 33’ Vata 65’ | Marcatori | 30’ Rosenthal |

| Arbitro: | Brych |

|                          |           |            |
| Lincoln 11’ Altıntop 16’ | Marcatori | 90’ Kučera |

### Coppa di Germania
| Arbitro: | Weiner |

|                    |           |            |
| Lucic 51’ Hagg 74’ | Marcatori | 87’ Ndjeng |

## Statistiche

### Statistiche di squadra
| Competizione      | Punti | In casa | In casa | In casa | In casa | In casa | In casa | In trasferta | In trasferta | In trasferta | In trasferta | In trasferta | In trasferta | Totale | Totale | Totale | Totale | Totale | Totale | DR |
| Competizione      | Punti | G       | V       | N       | P       | Gf      | Gs      | G            | V            | N            | P            | Gf           | Gs           | G      | V      | N      | P      | Gf     | Gs     | DR |
| ----------------- | ----- | ------- | ------- | ------- | ------- | ------- | ------- | ------------ | ------------ | ------------ | ------------ | ------------ | ------------ | ------ | ------ | ------ | ------ | ------ | ------ | -- |
| Bundesliga        | 42    | 17      | 8       | 4       | 5       | 29      | 24      | 17           | 3            | 5            | 9            | 18           | 25           | 34     | 11     | 9      | 14     | 47     | 49     | -2 |
| Coppa di Germania | -     | 0       | 0       | 0       | 0       | 0       | 0       | 1            | 0            | 0            | 1            | 1            | 2            | 1      | 0      | 0      | 1      | 1      | 2      | -1 |
| Totale            | 42    | 17      | 8       | 4       | 5       | 29      | 24      | 18           | 3            | 5            | 10           | 19           | 27           | 35     | 11     | 9      | 15     | 48     | 51     | -3 |

### Andamento in campionato
| Giornata  | 1 | 2  | 3  | 4  | 5  | 6  | 7  | 8  | 9 | 10 | 11 | 12 | 13 | 14 | 15 | 16 | 17 | 18 | 19 | 20 | 21 | 22 | 23 | 24 | 25 | 26 | 27 | 28 | 29 | 30 | 31 | 32 | 33 | 34 |
| --------- | - | -- | -- | -- | -- | -- | -- | -- | - | -- | -- | -- | -- | -- | -- | -- | -- | -- | -- | -- | -- | -- | -- | -- | -- | -- | -- | -- | -- | -- | -- | -- | -- | -- |
| Luogo     | T | C  | T  | C  | T  | C  | T  | C  | C | T  | C  | T  | C  | T  | C  | T  | C  | C  | T  | C  | T  | C  | T  | C  | T  | T  | C  | T  | C  | T  | C  | T  | C  | T  |
| Risultato | N | P  | P  | V  | P  | V  | N  | V  | V | N  | N  | V  | N  | P  | N  | N  | P  | N  | P  | P  | P  | P  | P  | V  | P  | P  | V  | N  | P  | V  | V  | V  | V  | P  |
| Posizione | 7 | 13 | 16 | 14 | 15 | 13 | 11 | 10 | 5 | 6  | 6  | 5  | 6  | 6  | 7  | 6  | 8  | 9  | 9  | 10 | 11 | 12 | 16 | 15 | 17 | 17 | 16 | 16 | 16 | 15 | 13 | 13 | 10 | 12 |

Legenda:

Luogo: C = Casa; T = Trasferta. Risultato: V = Vittoria; N = Pareggio; P = Sconfitta.

### Statistiche dei giocatori
| Giocatore     | Bundesliga | Bundesliga | Bundesliga  | Bundesliga | Coppa di Germania | Coppa di Germania | Coppa di Germania | Coppa di Germania | Totale   | Totale | Totale      | Totale     |
| Giocatore     | Presenze   | Reti       | Ammonizioni | Espulsioni | Presenze          | Reti              | Ammonizioni       | Espulsioni        | Presenze | Reti   | Ammonizioni | Espulsioni |
| ------------- | ---------- | ---------- | ----------- | ---------- | ----------------- | ----------------- | ----------------- | ----------------- | -------- | ------ | ----------- | ---------- |
| A. Ahanfouf   | 6          | 2          | 1           | 0          | 0                 | 0                 | 0                 | 0                 | 6        | 2      | 1           | 0          |
| M. Bollmann   | 18         | 0          | 4           | 0          | 1                 | 0                 | 0                 | 0                 | 19       | 0      | 4           | 0          |
| M. Borges     | 6          | 1          | 2           | 1          | 1                 | 0                 | 0                 | 0                 | 7        | 1      | 2           | 1          |
| J. Böhme      | 30         | 4          | 3           | 0          | 1                 | 0                 | 1                 | 0                 | 31       | 4      | 4           | 0          |
| T. Danneberg  | 5          | 0          | 0           | 0          | 0                 | 0                 | 0                 | 0                 | 5        | 0      | 0           | 0          |
| C. Eigler     | 27         | 6          | 2           | 0          | 1                 | 0                 | 0                 | 0                 | 28       | 6      | 2           | 0          |
| N. Fischer    | 0          | 0          | 0           | 0          | 0                 | 0                 | 0                 | 0                 | 0        | 0      | 0           | 0          |
| P. Formann    | 0          | 0          | 0           | 0          | 0                 | 0                 | 0                 | 0                 | 0        | 0      | 0           | 0          |
| P. Gabriel    | 22         | 2          | 2           | 1          | 0                 | 0                 | 0                 | 0                 | 22       | 2      | 2           | 1          |
| M. Hain       | 31         | 0          | 2           | 0          | 1                 | 0                 | 0                 | 0                 | 32       | 0      | 2           | 0          |
| J. Kamper     | 29         | 6          | 2           | 0          | 1                 | 0                 | 0                 | 0                 | 30       | 6      | 2           | 0          |
| R. Kauf       | 32         | 0          | 6           | 0          | 1                 | 0                 | 0                 | 0                 | 33       | 0      | 6           | 0          |
| D. Kobylík    | 15         | 0          | 1           | 0          | 1                 | 0                 | 1                 | 0                 | 16       | 0      | 2           | 0          |
| B. Korzynietz | 26         | 0          | 4           | 0          | 1                 | 0                 | 0                 | 0                 | 27       | 0      | 4           | 0          |
| U. Koçin      | 0          | 0          | 0           | 0          | 0                 | 0                 | 0                 | 0                 | 0        | 0      | 0           | 0          |
| R. Kučera     | 27         | 6          | 1           | 0          | 0                 | 0                 | 0                 | 0                 | 27       | 6      | 1           | 0          |
| T. Marx       | 26         | 0          | 4           | 0          | 1                 | 0                 | 0                 | 0                 | 27       | 0      | 4           | 0          |
| I. Masmanidis | 22         | 1          | 4           | 0          | 1                 | 0                 | 0                 | 0                 | 23       | 1      | 4           | 0          |
| M. Ndjeng     | 10         | 2          | 0           | 0          | 1                 | 1                 | 0                 | 0                 | 11       | 3      | 0           | 0          |
| T. Rau        | 5          | 0          | 0           | 0          | 1                 | 0                 | 0                 | 0                 | 6        | 0      | 0           | 0          |
| M. Rodenberg  | 0          | 0          | 0           | 0          | 0                 | 0                 | 0                 | 0                 | 0        | 0      | 0           | 0          |
| M. Schuler    | 30         | 0          | 6           | 0          | 0                 | 0                 | 0                 | 0                 | 30       | 0      | 6           | 0          |
| R. Tesche     | 7          | 0          | 0           | 0          | 0                 | 0                 | 0                 | 0                 | 7        | 0      | 0           | 0          |
| K. Vacek      | 0          | 0          | 0           | 0          | 0                 | 0                 | 0                 | 0                 | 0        | 0      | 0           | 0          |
| F. Vata       | 9          | 1          | 0           | 0          | 0                 | 0                 | 0                 | 0                 | 9        | 1      | 0           | 0          |
| H. Westermann | 33         | 3          | 0           | 0          | 1                 | 0                 | 1                 | 0                 | 34       | 3      | 1           | 0          |
| A. Wichniarek | 32         | 10         | 4           | 0          | 0                 | 0                 | 0                 | 0                 | 32       | 10     | 4           | 0          |
| M. Ziegler    | 4          | 0          | 0           | 0          | 0                 | 0                 | 0                 | 0                 | 4        | 0      | 0           | 0          |
| S. Zuma       | 24         | 3          | 3           | 0          | 0                 | 0                 | 0                 | 0                 | 24       | 3      | 3           | 0          |